# Grigorow-Gletscher
Der Grigorow-Gletscher (bulgarisch Григоров ледник Grigorow lednik) ist ein 1,8 km langer und 1,3 km breiter Gletscher auf der Brabant-Insel im Palmer-Archipel westlich der Antarktischen Halbinsel. An der Südküste der Albena-Halbinsel fließt er vom Stavertsi Ridge in südöstlicher zur Hill Bay, die er westlich des Kostur Point erreicht.
Die bulgarische Kommission für Antarktische Geographische Namen benannte ihn 2010 nach dem bulgarischen Arzt und Mikrobiologen Stamen Grigorow (1878–1945), dem  Entdecker des Milchsäurebakteriums Lactobacillus delbrueckii subsp. bulgaricus.